# Reino del Hiyaz

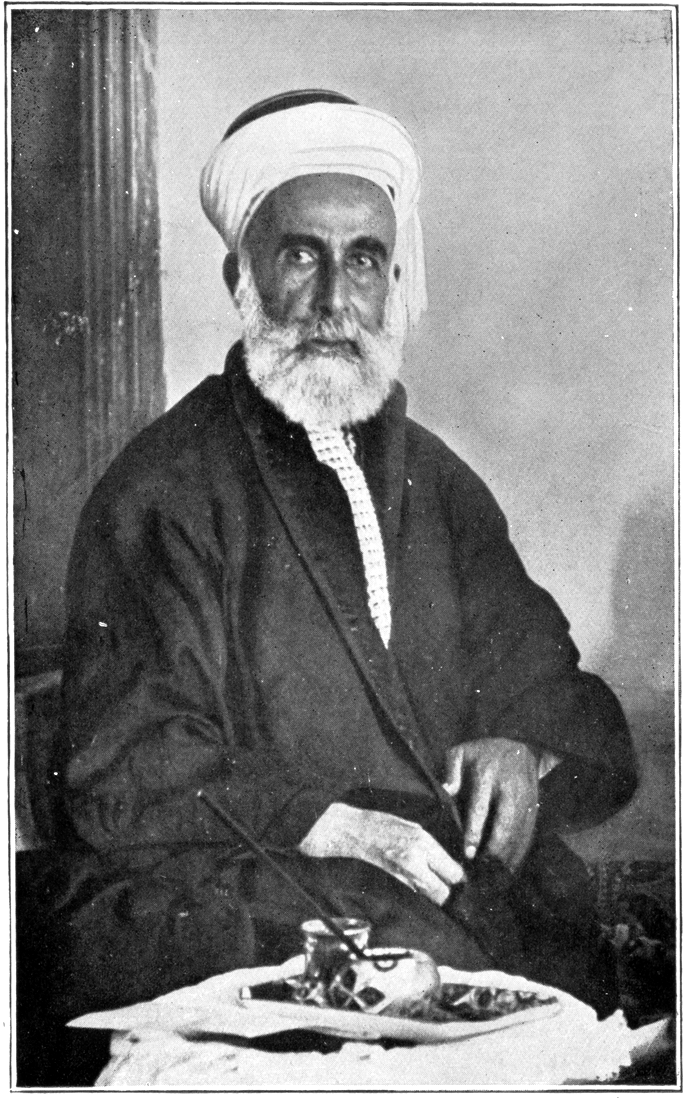
El Rey Hussein

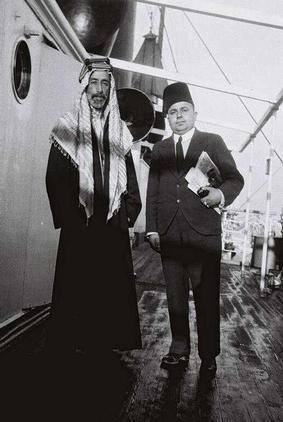
El Rey Alí

El Reino Hachemita del Hiyaz fue un estado en la región del Hiyaz, gobernado por la Casa hachemita. Se convirtió en un estado independiente del desaparecido Imperio otomano como resultado de la I Guerra Mundial cuando el jerife de La Meca llegó a un acuerdo con los británicos por el que la población árabe instigaría una rebelión contra los turcos a cambio de la creación de un estado árabe unificado. En 1916, el jerife de la Meca se autoproclamó rey del Hiyaz ya que el ejército del jerife había participado con otras fuerzas árabes y el Imperio británico en la expulsión de los turcos de la península arábiga.
La región del Hiyaz tenía algunas infraestructuras estratégicas, en particular el ferrocarril del Hiyaz, que había sido puesto fuera de servicio durante la guerra debido a que era utilizado para reforzar a las fuerzas turcas en la región.
El reino fue anexionado en 1925 por el vecino sultanato de Néyed bajo una resurgida Casa de Saud, y fusionado en el reino del Néyed y del Hiyaz, que finalmente sería conocido como Arabia Saudita en 1932.

## Años previos a la Primera Guerra Mundial
Hasta su independencia autoproclamada durante la Primera Guerra Mundial, el Valiato del Hiyaz era gobernado conjuntamente por el valí otomano (administrador designado por el Sultán) y el emir de Meca, título que recaía en la Casa hachemita en atención a su linaje jerifiano. A cambio de la legitimidad que otorgaba controlar las santas ciudades de La Meca y Medina, el Imperio financiaba su administración, mientras el Jerife obtenía prebendas y prestigio como gobernante en la práctica. Gracias a las peregrinaciones a las santas ciudades, el Hiyaz era un territorio cosmopolita y gozaba de influencia internacional a través del puerto de Yeda en el mar Rojo, en contraste con el interior de la península arábiga.
Poco antes del estallido de la guerra se promulgaba una nueva Ley de los Valiatos, por la que la Sublime Puerta pretendía fortalecer la autoridad central turca, así como extender el ferrocarril del Hiyaz de Meca a Medina, lo que chocaba frontalmente con los intereses locales. La oposición mostrada por el Jerife Hussein ibn Alí frente a tales medidas y su falta de compromiso con la administración imperial llevó a Estambul a plantearse su sustitución, lo que acrecentó la animadversión de los hachemitas. 
En 1914, Lord Kitchener, Secretario de Estado británico para la Guerra, contactó con el hijo de Hussein, Abdullah, para expresarle que a cambio de un apoyo árabe frente al Imperio Otomano, "además de reconocer y respetar el oficio sagrado y único del emir Hussein, Gran Bretaña podría garantizar la independencia, derechos y privilegios del Jerifato frente a cualquier agresión extranjera, en particular, la de los otomanos". Dicho contacto inicial desencadenó la correspondencia entre Hussein y el Alto Comisario británico en El Cairo (máxima autoridad militar en toda la región) Henry McMahon, en la que éste planteó el “restablecimiento del Califato por un árabe de raza verdadera”. Además del califato, McMahon prometió un reino árabe independiente, cuyas fronteras se extenderían hacia el norte por Mesopotamia, Palestina y la Gran Siria. 
Los británicos respaldaban a Hussein sobre todo por su prestigio como Jerife de la Meca y por su capacidad para reivindicar la lealtad de la comunidad musulmana. Además tenía poder temporal, pues disponía entonces de una fuerza de tribus armadas, y contaba con el respaldo de los nacionalistas sirios tal y como éste había sido manifestado en el Protocolo de Damasco de 1915, por el que apelaban a un estado árabe independiente bajo el liderazgo de Hussein.

## Rebelión Árabe e Independencia
Hussein empezó a firmar como “rey de los árabes” en su correspondencia oficial el 3 de diciembre de 1916, confiando en las promesas de McMahon de un estado árabe independiente como contraprestación a la participación en la Rebelión Árabe frente a los otomanos. Ya el 27 de junio la Oficina Colonial británica había recogido en un documento titulado “El Rey del Hiyaz y la Independencia Árabe” una copia de la Proclamación de Independencia, apelando a un Jerife Hussein que “reafirma la independencia de los árabes del Hiyaz … su libertad de la invasión turca y del control extranjero de cualquier tipo y anunciando que los notables, príncipes y representantes del pueblo reunidos lo han aclamado de forma unánime como Rey del Hiyaz”.
Sin embargo, solo tres meses después de la proclamación, los británicos comenzaron a expresar su preocupación por la “acción repentina, prematura e irreflexiva” de la autoproclamación y el uso del título de ‘Rey de la Nación Árabe’ por parte de Hussein. Temían que eso provocara suspicacias en otros aliados árabes y, especialmente, no querían dañar sus relaciones con los Saúd, con quienes se había firmado el Pacto de Darin. 

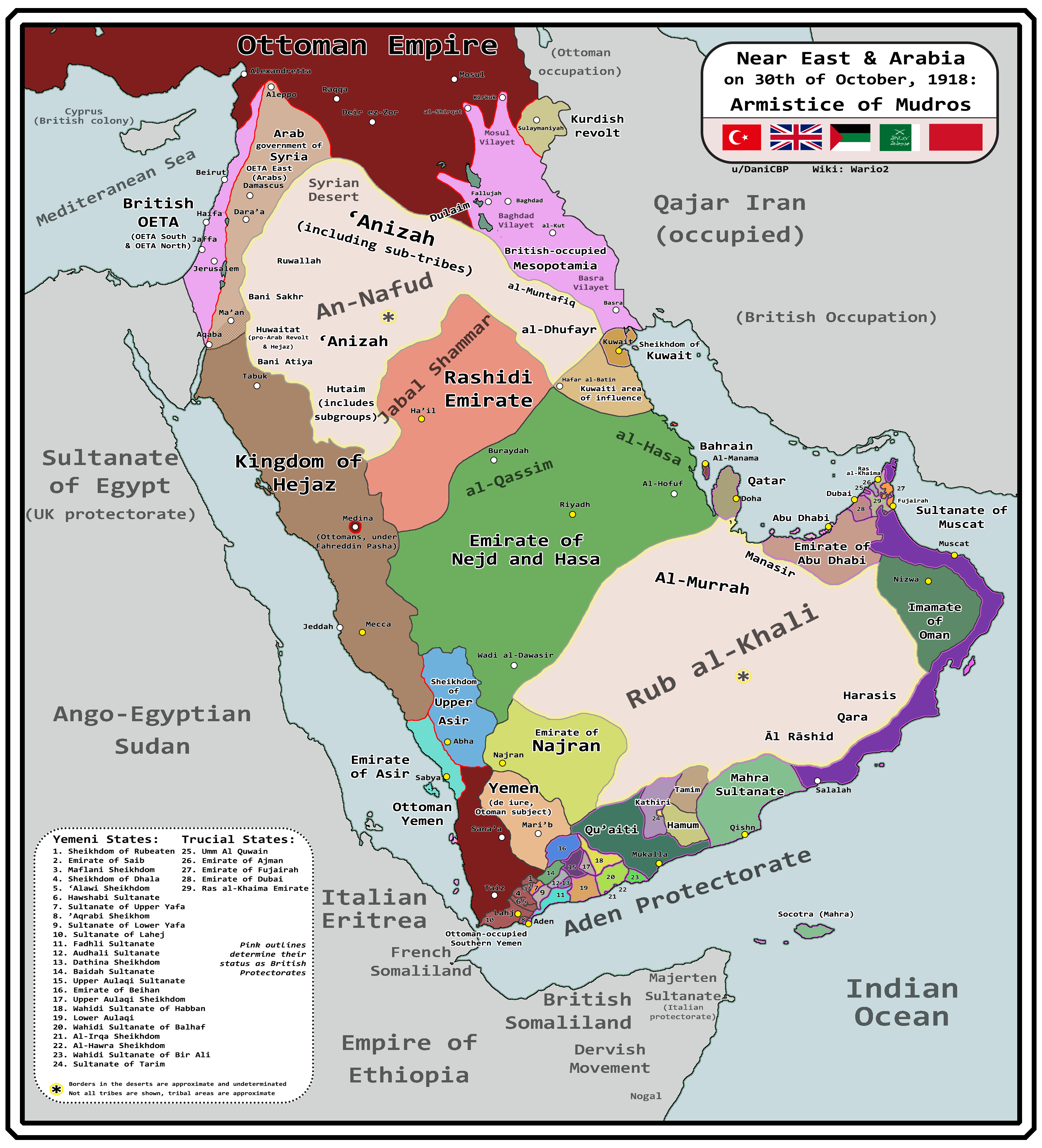
Arabia al final de la 1ª Guerra Mundial, el Hijaz en marrón al oeste.

Se producirían paralelamente dos acontecimientos que vendrían a contradecir lo expresado en las misivas de McMahon: primero, se firmaba el Acuerdo Sykes-Picot por el que británicos y franceses se repartían Oriente Medio, mediante la partición de Palestina, Irak y Siria en zonas de influencia atribuidas a ambos países. Por otro lado, la Declaración Balfour  publicada por el Gabinete de Guerra el 9 de noviembre de 1917, que afirmaba “la visión del gobierno de Su Majestad a favor del establecimiento en Palestina de una patria nacional para el pueblo judío y empleará sus mejores esfuerzos para facilitar la consecución de tal objetivo”. El apoyo británico al establecimiento judío será una de las razones de la continua intransigencia de Hussein y su oposición a la firma del Tratado de Versalles (lo que frustró ulteriormente su membresía en la Sociedad de Naciones). Dicho comportamiento obstinado fue incluso descrito por T.E. Lawrence como causante de la falta de éxito inmediato de la rebelión, pues Hussein fue reacio desde el primer momento a aceptar la ayuda británica. Pese a la oposición de Hussein, su hijo Fáysal llegó a un acuerdo secreto el 3 de enero de 1919 con el sionista Jaim Weizmann para establecer las fronteras definitivas entre Palestina y el Hiyaz.

## Dificultades del nuevo Estado y derrota frente a los Saúd
Hacia finales de la contienda bélica, la política de Reino Unido hacia las reivindicaciones hachemitas comenzó a cambiar, obligada por la necesidad de contentar a todos sus aliados y mantener la paz y la integridad en la región. Así, en el despacho remitido a la delegación de la Conferencia de París, la Foreign Office británica instaba a tratar al rey Hussein como “un jefe árabe, meramente como un primus inter pares entre los emires de la península Arábiga”.
El nuevo Estado se vio obligado a afrontar una serie de dificultades derivadas de ese viraje en la política británica, pero también de tipo económico, ya que el Hiyaz había dependido hasta la Rebelión Árabe casi íntegramente de los subsidios otomanos, dada la escasa actividad económica más allá de las peregrinaciones y el comercio a través del puerto de Yeda. Además, el nuevo Estado se vio impuesta una desfavorable asignación de pozos petrolíferos en el acuerdo suscrito en 1922 con la Eastern and General Syndicate Ltd británica.
Pese al viraje en su política, los británicos trataron en varias ocasiones de suscribir un Tratado de Amistad Anglo-Hiyazí, rechazado continuamente por Hussein. La Conferencia de Uqair, celebrada entre los líderes regionales en 1922, fracasó en el objetivo de marcar las fronteras entre el Néyed de los Saud y el Hiyaz hachemita, ya que pese a los intentos británicos por sostenerle, Hussein se abstuvo de mandar delegados, por lo que ningún acuerdo fue posible. 
Además, Hussein se hubo de enfrentar a las tensiones fronterizas con el sultanato del Néyed, acrecentadas por el bloqueo del paso a los peregrinos procedentes de dicho territorio. Hussein buscó entonces reforzar su legitimidad sobre el elemento religioso. Durante la Conferencia de Lausana de 1923, ofreció de forma secreta a Estambul que si Turquía le reconocía como rey de toda la península arábiga, él utilizaría su influencia en Arabia para apoyar a los turcos frente a los británicos, a través de una alianza militar defensiva y ofensiva. Pese a ello, Estambul se mostraba reticente a ofrecerle a Hussein el califato, sino como mucho reconocerle como rey siempre y cuando los propios árabes lo hicieran previamente.  
Sin embargo, cuando el califato fue repentinamente derogado por Mustafa Kemal Atatürk, Hussein se autoproclamó califa el 11 de marzo de 1924. Sin embargo, no obtuvo el respaldo pretendido por parte de las comunidades musulmanas, causando además que los británicos se distanciasen definitivamente de él.
La nueva política de neutralidad seguida desde Londres hizo que los británicos no intervinieran cuando las tropas de Abdulaziz bin Saúd ocuparon Taif (a 70 km de La Meca) el 10 de septiembre de 1924, quedando el Hiyaz a merced de las tropas del Néyed. El éxito del proselitismo wahabí entre las tribus árabes provocó que Hussein fuese quedándose progresivamente sin apoyos, viéndose obligado a proteger su territorio con un ejército mercenario escaso y mal pagado. La pérdida de Taif y el miedo de la población impulsaron a un grupo de notables hiyazíes a forzar la abdicación de Hussein el 6 de octubre en favor de su hijo Alí. Pese a ello, las fuerzas wahabíes entraron finalmente en Meca en octubre de 1924. Tras unos meses de asedio, la ciudad de Yeda cayó igualmente, provocando que Ali fuera finalmente depuesto el 16 de diciembre de 1925, y Bin Saúd proclamado rey del Hiyaz el 8 de enero de 1926. Ponía así fin a la dinastía hachemita sobre un reino que posteriormente fusionó con el Néyed, para formar un reino unificado denominado desde 1932 'Reino de Arabia Saudí'.

## Economía y comercio

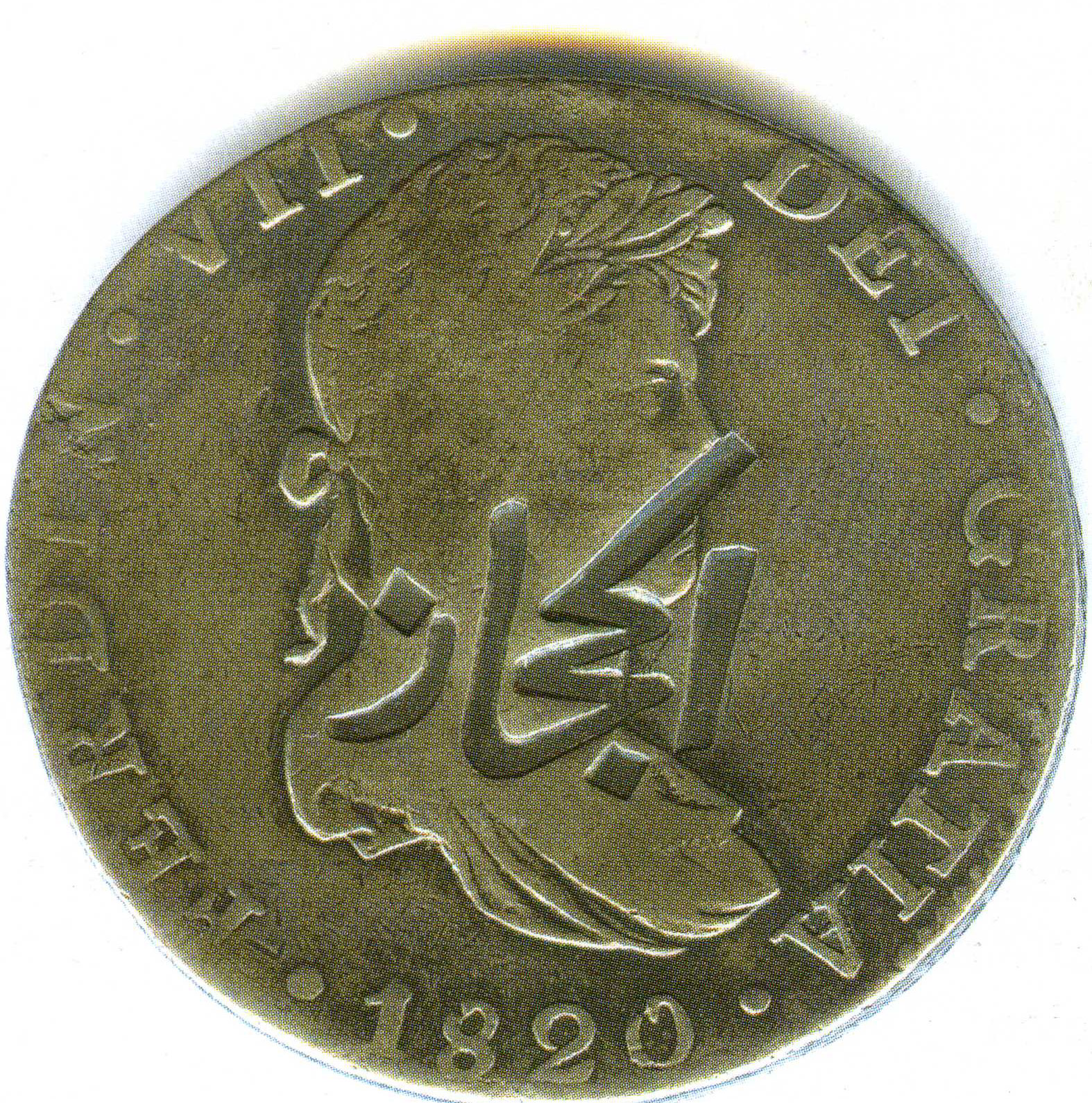
Moneda española de Fernando VII empleada en Hiyaz, resellada con el nombre del reino en árabe.

La economía y el comercio de Hiyaz disfrutaron de un gran crecimiento como consecuencia de la construcción del Canal de Suez en 1869.
Este incipiente desarrollo necesitó de la circulación de monedas extranjeras en todo el territorio durante el dominio otomano, ya que su precaria economía no poseía piezas suficientes en circulación ya que no acuñaba moneda local, salvo el jerifato de la Meca que acuñó monedas de 1/2 y 1 mahmudi de cobre durante las sucesivas ocupaciones de los wahabitas desde 1804 hasta 1813 y del virrey egipcio
desde 1814 a 1825.
Durante la Primera Guerra Mundial, al independizarse de los turcos y dejar de recibir monedas por esa vía, para permitir la libre circulación de estas monedas que quedaban y otras extranjeras entre 1335 y 1338 de la hégira (1916-1919), se utilizó un resello que llevaba la leyenda “Hiyaz” en árabe en monedas turcas ya circulantes y egipcias.
También dicho resello aparece sobre piezas de 8 reales españoles, 5 francos de Napoleón y táleros de María Teresa I de Austria, y de esta manera se les daba un valor superior a la plata que contenían: 20 piastras = 8 reales españoles.
Recién en 1920 se acuñaron monedas propias del Heyaz con la fecha de 1334 AH y con el año 5 (1916 + 5 = 1920), o sea, los años transcurridos desde la independencia de los otomanos hasta la conquista por el Néyed en 1925. Estas primeras monedas fueron hechas de bronce con valores de 1/8, 1/4, 1/2 y 1 piastras. Posteriormente, en el año 8 de la independencia (1923) se volvieron a acuñar en bronce: 1/2 y 1 piastras, y además en plata: 5, 10 y 20 piastras, y en oro: 1 dinar. En 1924 (1334 AH, año 9) solo se acuñaron de 20 piastras de plata.

## Reyes del Hiyaz
- Hussein ibn Ali (10 de junio de 1916 – 3 de octubre de 1924). Dinastía Hachemita
- Ali bin Hussein (3 de octubre de 1924 – 19 de diciembre de 1925). Dinastía Hachemita
- Abdulaziz bin Saúd (8 de enero de 1926 – 22 de septiembre de 1932). Dinastía Saúd

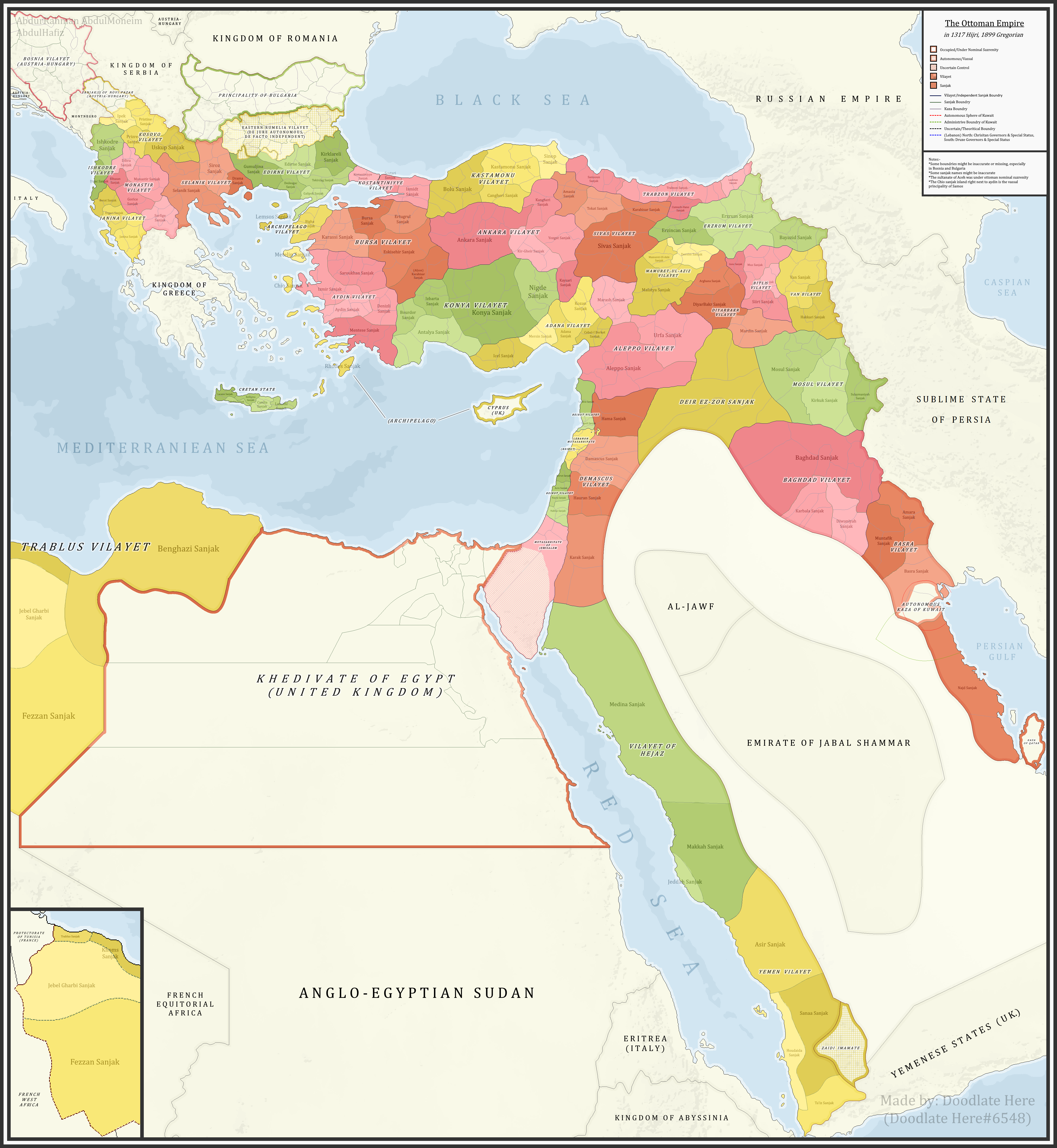
Valiatos otomanos en 1899